# Phytomyza vomitoriae
Phytomyza vomitoriae este o specie de muște din genul Phytomyza, familia Agromyzidae, descrisă de Kulp în anul 1968. Conform Catalogue of Life specia Phytomyza vomitoriae nu are subspecii cunoscute.